# Perameles bougainville
Pour les articles homonymes, voir Bougainville.
Espèce
Statut de conservation UICN

 VU D2 : Vulnérable
Statut CITES
Le Bandicoot de Bougainville (Perameles bougainville) est un petit marsupial au pelage gris-brun virant au blanc sous le ventre et sur les pattes.
Cette espèce australienne est aujourd'hui en grand danger de disparition. Les causes en sont multiples : prédation par des animaux introduits par l'homme comme les renards et les chats, concurrence des lapins introduits eux aussi, raréfaction de son habitat et feux de broussailles.